# Palazzo Donà a Sant’Aponal

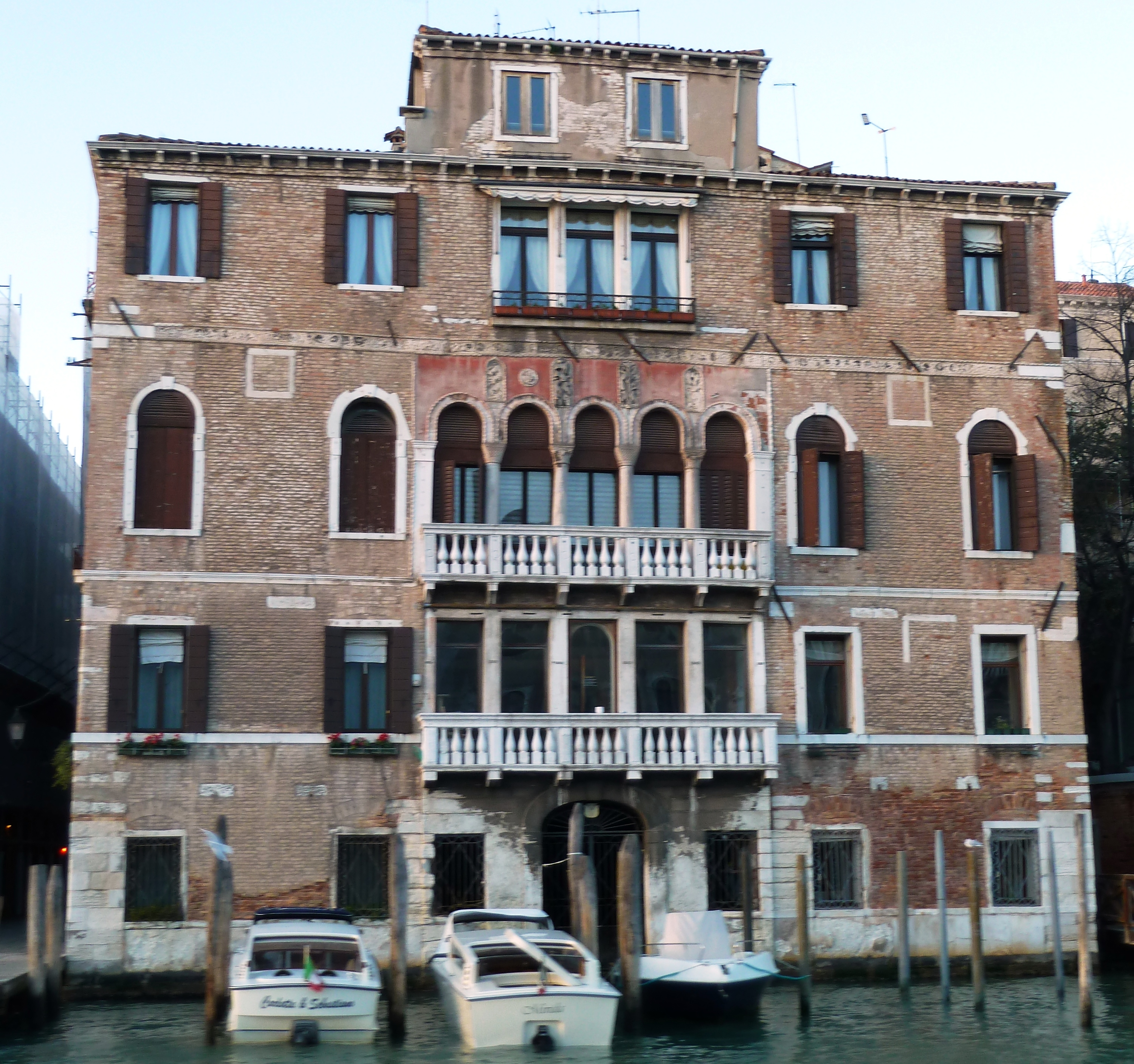
Die Schaufassade des Palazzo Donà a Sant’Aponal auf den Canal Grande

Der Palazzo Donà a Sant’Aponal, auch Palazzo Donà dalle Trezze oder einfach Palazzo Donà genannt, ist ein Palast im venezianischen Sestiere San Polo. Seine Schaufassade blickt auf den Canal Grande. Der Palast aus der Mitte des 13. Jahrhunderts, stark umgebaut im 15. und 17. Jahrhundert, befindet sich zwischen dem Palazzo Donà della Madoneta und dem Palazzo Papadopoli. 

## Geschichte
Das Mitte des 13. Jahrhunderts errichtete Gebäude befand sich 1314 im Besitz des Michele Zancani, der es in diesem Jahr durch Testament an vier seiner fünf Söhne vermachte. Im 15. Jahrhundert wurde der Palast neu strukturiert, weitere Umbauten des 17. Jahrhunderts ließen von den ursprünglichen Strukturen wenig bestehen. Die Aufbauten erfolgten noch später.
Das ursprüngliche Gebäude war von ungewöhnlicher Größe, denn es war 21 m breit und besaß eine Tiefe von etwa 60 m. Es blickte mit neun Bögen auf den Canal Grande. Auch die Seitenfassaden besaßen Bögen, nämlich sechs auf der linken und sieben auf der rechten Seite. Später wurden sämtliche Bögen zugemauert.
Die Familie Donà führte sich auf römische Wurzeln zurück. Allerdings zählten sie zu den Neuaufsteigerfamilien, weil sie an der legendären Gründung Rialtos als neuem Zentrum der Lagunensiedlung im frühen 9. Jahrhundert beteiligt waren. Im 13. Jahrhundert entstanden zwei Linien oder Zweige (rami) der Familie, nämlich einerseits der Zweig der Donà dalle Tresse (nach den Bündeln im Wappen) und derjenige der Donà dalle Rose. Zu dieser Familie zählten drei Dogen, nämlich Francesco (1545–1553), Leonardo (1606–1612) und dessen Sohn Nicolò (1618). 

## Beschreibung

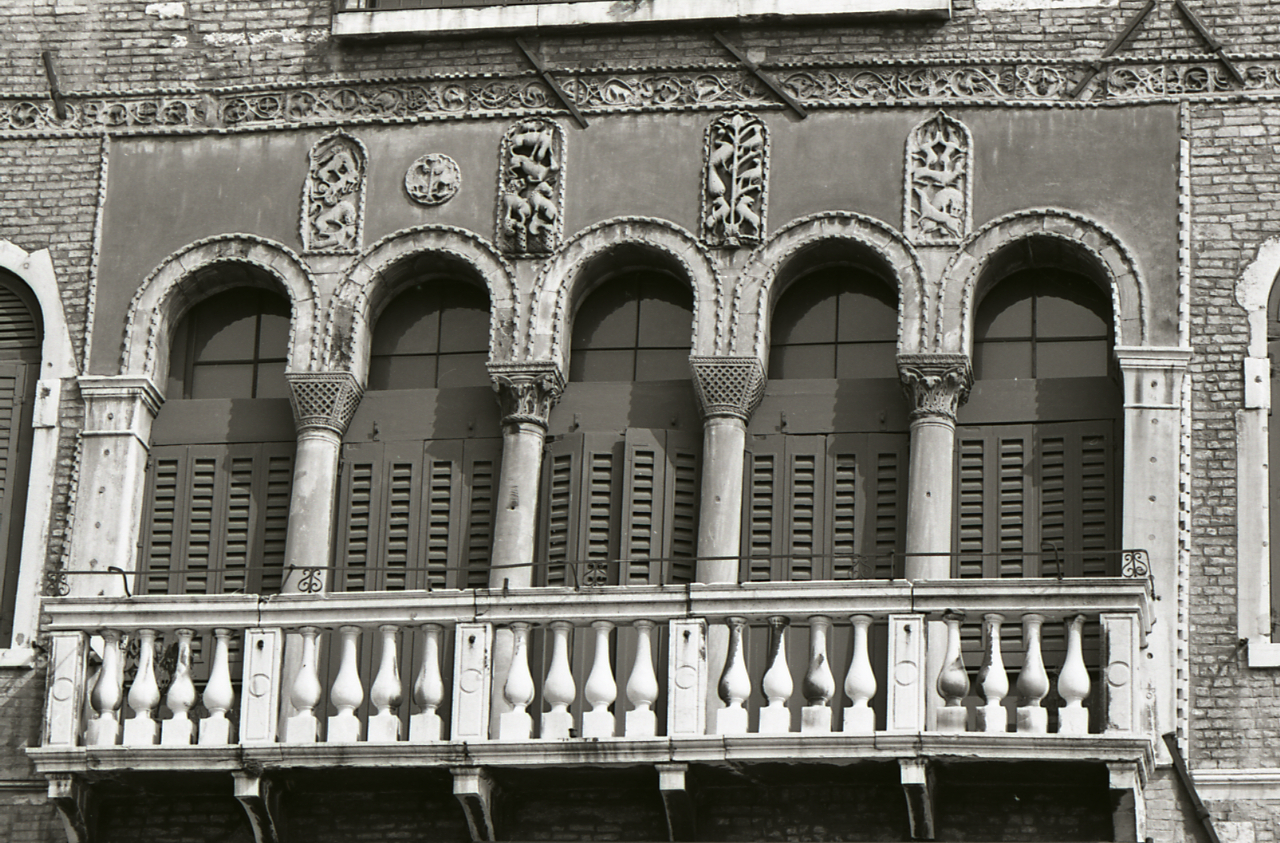
Die an byzantinischem Stil orientierte Pentafore. Foto von Paolo Monti, 1969.

Die vergleichsweise unauffällige Fassade vom Ende des 16. Jahrhunderts besitzt eine veneto-byzantinische Pentafore im zweiten Piano nobile und eine jüngere im ersten Piano nobile. Der Aufbau darüber erfolgte erst sehr viel später.